# Кольридж, Сара

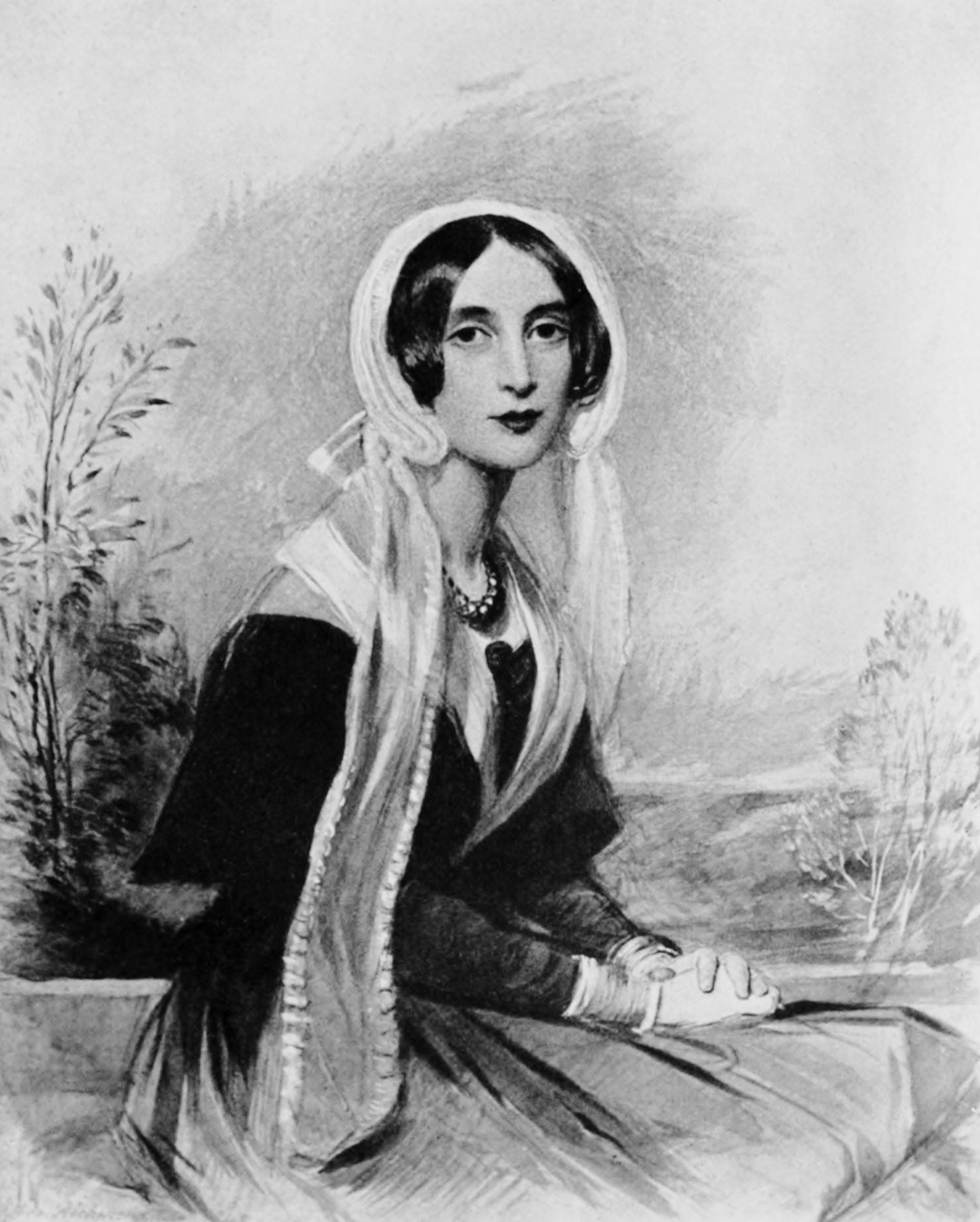
Кольридж, Сара

Сара Кольридж (англ. Sara Coleridge; 23 декабря 1802, Кесуик, Камбрия — 3 мая 1852[…], Лондон) — английская поэтесса, дочь поэта Сэмюэля Кольриджа, сестра поэта и биографа Хартли Кольриджа.
Кольридж выросла в окружении друзей своего отца, выдающихся поэтов Роберта Саути (женатого на сестре её матери) и Уильяма Вордсворта (воспевшего трёх юных девушек, дочерей Кольриджа, Саути и свою, в стихотворении The Triad — Триада). Она хорошо знала латынь, древнегреческий, французский, немецкий, итальянский, испанский языки. В юности Кольридж перевела на английский язык трёхтомные записки иезуита Мартина Добрицхоффера о путешествии по Парагваю (послужившие Саути основой для поэмы «Парагвайская сказка», в которой вскользь замечено, что Добрицхоффер был бы растроган, увидев, кто перевёл его книгу). За этой переводческой работой (1822) последовала другая: средневековый французский биографический роман Жака де Мая о Баярде, «рыцаре без страха и упрека» (1825). 
В 1834 году Кольридж опубликовала написанные ею для собственной дочери детские стихи «Забавные уроки в стихах для хороших детей» (англ. «Pretty Lessons in Verse for good children...»), получившие широкую известность. В 1837 году появилось самое пространное из произведений Кольридж, волшебная сказка «Фантазмион», встретившая чрезвычайно сочувственное отношение в английской критике благодаря красоте фабулы и богатству поэтического языка. После смерти мужа Генри Кольриджа (он приходился ей двоюродным братом) Сара Кольридж продолжала начатое им издание сочинений её отца, написав для этого издания несколько своих собственных очерков, в том числе «Очерк о рационализме» (англ. «Essay on Rationalism») и предисловие к кольриджевским «Essays on his own times» и «Biographia Literaria». Начатая ею в последние годы жизни автобиография была закончена её дочерью и издана в 1874 году.